# Gerd Maximovič
Gerd Maximovič (* 29. August 1944 in Langenau, Reichsgau Sudetenland) ist ein deutscher Science-Fiction- und Sachbuchautor.

## Biografie
Maximovič wuchs in Schwäbisch Gmünd auf und begann nach dem Abitur 1964 ein Studium der Wirtschafts- und Sozialwissenschaften, Recht, Pädagogik sowie Wirtschafts- und Sozialgeschichte in Saarbrücken. 1969 arbeitete er nach dem Examen als Diplom-Handelslehrer. Als Studienrat in Bremen erfolgte seine Versetzung in den Ruhestand 1989.
Erste Science-Fiction-Erzählungen Maximovičs erschienen ab Anfang der 1960er Jahre vor allem in den damaligen deutschen SF-Fanzines, darunter ANABIS, Munich Round-Up, PIONEER und die Science Fiction Times. Erste Veröffentlichungen außerhalb des Fandoms waren 1974 die beiden Erzählungen Die erste Liebe und Die helfende Hand, die in der Reihe Fischer Orbit in der von Hans Joachim Alpers und Ronald M. Hahn herausgegebenen Anthologie Science Fiction aus Deutschland erschienen. 1979 erschien im Suhrkamp-Verlag Die Erforschung des Omega-Planeten, eine Auswahl seiner Erzählungen. 1984 folgte Das Spinnenloch, eine weitere Sammlung, die in der Reihe der Phantastischen Bibliothek erschien. Weitere Sammlungen und Veröffentlichungen in Anthologien folgten, einige Erzählungen wurden auch ins Französische und Englische übersetzt.
Neben Science-Fiction veröffentlichte Maximovič ab Ende der 1990er auch einige Texte zu Fragen der Philosophie und Esoterik sowie 2013 die Autobiographie Aus den Erinnerungen eines Lehrers.

## Werke
SF-Kurzgeschichten
- Ein Talent (1962)
- Entscheidung nach Mitternacht (1962)
- Agent unter den Sternen (1974, auch als Maxim Bremer)
- Die erste Liebe (1974)
- Die helfende Hand (1974)
- Die Planetoidenplünderer (1975)
- Der Mann, das Metall und das Wasser (1975)
- Der Riß in der Zeit (1976)
- Der rote Kristallplanet (1976)
- Der elektronische Rebell (1976, mit Hans Joachim Alpers, als Thorn Forrester)
- Die Jagd der Menschenkillerhunde (1976)
- Die Reise in den roten Nebel (1977)
- Fabrizio (1979)
- Spiel mit dem Feuer (1979)
- Zusammenprall (1979)
- Der blaue Planet (1979)
- Der Krieg gegen die Parmanteren (1979)
- Der tätowierte Mann (1979)
- Die Dunkelwolke (1979)
- Die Erforschung des Omega-Planeten (1979)
- Die Liebe des Computers (1979)
- Frankenstein (1979)
- Omikron (1979)
- Rachel und Georges (1979)
- Das schwarze Schiff (1979)
- Das Kampfobjekt (1980)
- Renegat und Königin (1980)
- Fraglos ein Zwischenfall (1981)
- Das Brooklyn-Projekt (1981)
- Die neuen Menschen (1982)
- Das Karem-Material (1982)
- Broadnars Geschöpf (1982)
- Das Spinnenloch (1982)
- Botschaften von den Sternen (1982)
- Der Mann im Raum (1982)
- Die Colosorum-Papiere (1983)
- Der schwarze Planet (1983)
- Das Reich über den Sternen (1983)
- Das Ding, das vom Himmel fiel (1984)
- Der Planet Eden (1984)
- Die Krabbenwelt (1984)
- Kairos (1984)
- Über den sieben Sternen (1984)
- Mirror, Mirror (1999, englisch)
- Der Lux-Beschleuniger (1985)
- Expedition in die Vergangenheit (1986)
- Moschus No. 1 (1986)
- Halifax und die Piraten (1987)
- Jack the Ripper (1987)
- Der schöne McCormick (2000)
- Der Brandmeister und Margharita (2014)
- Professor Weinsteins Erfindung (2014)
- Das gestrandete Schiff (2015)
- Transmission nach Syragusa (2016)
- Unser Mann im Mond (2016)
- The Woman Who Collected Flies (2002, englisch)

SF-Sammlungen und -Novellen (Einzelveröffentlichungen)
- Die Erforschung des Omega-Planeten. Suhrkamp, Frankfurt am Main 1979. ISBN 3-518-37009-X.
- Das Spinnenloch und andere Science-fiction-Erzählungen. Suhrkamp (Phantastische Bibliothek #133), Frankfurt am Main 1984, ISBN 3-518-37535-0.
- Moschus No. 1. Lit-Verlag, Münster 2001, ISBN 3-89781-011-5.
- Alpha-Station. Lit-Verlag, Münster 2002, ISBN 3-89781-026-3.
- Die neuen Menschen. Lit-Verlag, Münster 2004, ISBN 3-89781-050-6.
- Botschaften von den Sternen. Lit-Verlag, Münster 2004, ISBN 3-89781-062-X.
- The Thing Which Fell From the Heavens. tredition, Hamburg 2014, ISBN 978-3-8495-7915-9.
- Mirror, Mirror. tredition, Hamburg 2014, ISBN 978-3-8495-8685-0.
- Kosmischer Brandmeister : Zwei Science Fiction Stories. BookRix, München 2014, ISBN 978-3-7368-5076-7 (E-Book).
- Experiment: Alpha-Station. BookRix, München 2014, ISBN 978-3-7368-4375-2 (E-Book).
- Über den Abgrund und immer weiter. Edition Bärenklau/BookRix, München 2015, ISBN 978-3-7368-9229-3 (E-Book).
- Schatten des Lebens. Edition Bärenklau/BookRix, München 2015, ISBN 978-3-7396-1601-8 (E-Book).
- Salpeterwelten. Edition Bärenklau/BookRix, München 2015, ISBN 978-3-7368-5075-0 (E-Book).
- Die Jagd der Menschenkillerhunde. Edition Bärenklau/BookRix, München 2015, ISBN 978-3-7368-7034-5 (E-Book).
- Der rote Kristallpalast. Edition Bärenklau/BookRix, München 2015, ISBN 978-3-7368-9230-9 (E-Book).
- Der Krieg gegen die Parmanteren. Edition Bärenklau/BookRix, München 2015, ISBN 978-3-7368-9235-4 (E-Book).
- Zeitreisen leicht gemacht: Eine SF-Erzählung. Edition Bärenklau/BookRix, München 2016, ISBN 978-3-7368-4376-9 (E-Book).
- Saturn im Abendlicht: Science Fiction Erzählungen. Edition Bärenklau/BookRix, München 2016, ISBN 978-3-7396-3076-2 (E-Book).
- Eine unlösbare Frage: SF-Erzählungen. Edition Bärenklau/BookRix, München 2016, ISBN 978-3-7368-4338-7 (E-Book).
- Die helfende Hand: 2 klassische SF-Erzählungen. Edition Bärenklau/BookRix, München 2016, ISBN 978-3-7368-7030-7 (E-Book).
- Das Kampfobjekt. Edition Bärenklau/BookRix, München 2016, ISBN 978-3-7368-7033-8 (E-Book).
- Das gestrandete Schiff. Edition Bärenklau/BookRix, München 2016, ISBN 978-3-7368-7019-2 (E-Book).
- Crux, ein Rätselhafter Planet: SF-Erzählungen. Edition Bärenklau/BookRix, München 2016, ISBN 978-3-7368-4337-0 (E-Book).
- Agent unter den Sternen. Edition Bärenklau/BookRix, München 2016, ISBN 978-3-7368-6746-8 (E-Book).
- Die Reise durch den Weltraum. Edition Bärenklau, München 2016.
- Das Auge im Weltraum. Edition Bärenklau, München 2017.
- Das Null-Experiment. Edition Bärenklau, München 2017.
- COSMO und die Büchse der Pandora. Edition Bärenklau, München 2017.
- Ormagdor – Du bist nicht tot! Edition Bärenklau, München 2018.

Sachliteratur
- mit Karim Akerma: Philosophische Betrachtungen zum Außerirdischen.Kosmophilosophie #1. Junghans-Verlag, Cuxhaven & Dartford 1996, ISBN 3-926-84862-6.
- Der Wille in der Welt oder: Schopenhauer und der Voodoo-Kult. Kosmophilosophie #3. Junghans-Verlag, Cuxhaven & Dartford 1998, ISBN 3-932905-12-1.
- Literatur, magischer Spiegel der Philosophie oder: die unheimliche Macht der Seele. Kosmophilosophie #6. Junghans-Verlag, Cuxhaven & Dartford 2002, ISBN 3-932905-49-0.
- Seele und Krankheit. ProBusiness-Verlag, Berlin 2007, ISBN 978-3-939430-80-3.
- Die wahre Geschichte: Die wirklichen Hintergründe des Weltgeschehens. Selbstverlag, Bremen 2016, ISBN 978-1-53360-729-4.
- mit Shelby Vick: The Greatest Discovery in History of All Mankind. Selbstverlag, Bremen 2016, ISBN 978-1-53495-702-2.
- Verstreute Bemerkungen 1. Selbstverlag, Bremen 2016, ISBN 978-1-5353-7334-0.

Autobiographie
- Aus den Erinnerungen eines Lehrers. ProBusiness-Verlag, Berlin 2013, ISBN 978-3-86386-403-3.